# Servantes de Jésus de la Charité
Les servantes de Jésus de la Charité (en latin : Congregatio Sororum Servarum Iesu) sont une congrégation religieuse féminine hospitalière de droit pontifical.

## Historique
María Josefa Sancho de Guerra (1842-1912) religieuse profès des servantes de Marie, ministres des malades désirant une vie plus contemplative, quitte sa communauté et fonde le 25 juillet 1871 à Bilbao une nouvelle congrégation où l'accent est mis sur la vie contemplative et apostolique. Elle est aidée dans la réaction des constitutions par le Père Mariano José de Ibargüengoitia y Zuloaga (1815-1888).
L'institut est érigée canoniquement par l'évêque de Vitoria le 9 juin 1874, il obtient le décret de louange le 31 août 1880 et approuvé par le Saint-Siège le 8 janvier 1886.

## Activités et diffusion
Les servantes de Jésus sont dédient principalement à la prise en charge des personnes âgées et des malades, à la fois à domicile et dans les cliniques gérées par leurs institutions.
Elles sont présentes en:
- Europe : Espagne, Italie, Portugal.
- Amérique du Nord : États-Unis, Mexique.
- Amérique du Sud : Argentine, Chili, Colombie, Équateur, Paraguay, Pérou.
- Antilles : Cuba, République Dominicaine.
- Asie : Philippines, Vietnam.
- Afrique: Cameroun.

La maison généralice est à Rome. 
En 2017, la congrégation comptait 833 sœurs dans 91 maisons.